# Itunes LP
iTunes LP是一种由苹果公司开发的互动音乐专辑格式，于2009年9月9日推出。它有点类似于CMX格式，允许用户在听音乐的同时去欣赏其他的相关多媒体资料，但其要在iTunes 9及以上版本上才能运行。这种技术也同时应用于其他的多媒体文件，比如iTunes Extras。
iTunes LP有其专用的格式扩展名叫做itlp，是一个使用HTML,CSS, JavaScript,CSS Animations和plist的WebArchive。
2009年11月，itlp格式的文件开始少量的在iTunes上发售，并在随后的几个月里逐步增加了这种格式的专辑数目。2009年11月28日，iTunes LP的SDK中向公众发布。

## 其它链接
- Developer resources （页面存档备份，存于）
- http://ituneslp.net/ - Tutorials for creating your own iTunes LPs （页面存档备份，存于）